# Marele Premiu al Spaniei din 2019
Marele Premiu al Spaniei din 2019 (cunoscut oficial ca Formula 1 Emirates Gran Premio de España 2019) a fost o cursă auto de Formula 1 ce s-a desfășurat pe 12 mai 2019 pe Circuitul Catalunya din Barcelona, Spania. Cursa a fost cea de-a cincea etapă a Campionatului Mondial de Formula 1 din 2019, fiind pentru a patruzeci și noua oară când s-a desfășurat o etapă de Formula 1 în Spania, cea de a douăzeci și noua oară când s-a desfășurat la Barcelona.

## Calificări
Calificările au avut loc pe 11 mai 2019, începând cu ora locală 15:00 (UTC+2), ora 16:00 EEST.
| Poz.                  | Nr. | Pilot              | Constructor               | Timpi calificări | Timpi calificări | Timpi calificări | Grila finală |
| Poz.                  | Nr. | Pilot              | Constructor               | Q1               | Q2               | Q3               | Grila finală |
| --------------------- | --- | ------------------ | ------------------------- | ---------------- | ---------------- | ---------------- | ------------ |
| 1                     | 77  | Valtteri Bottas    | Mercedes                  | 1:16,979         | 1:15,924         | 1:15,406         | 1            |
| 2                     | 44  | Lewis Hamilton     | Mercedes                  | 1:17,292         | 1:16,038         | 1:16,040         | 2            |
| 3                     | 5   | Sebastian Vettel   | Ferrari                   | 1:17,425         | 1:16,667         | 1:16,272         | 3            |
| 4                     | 33  | Max Verstappen     | Red Bull Racing-Honda     | 1:17,244         | 1:16,726         | 1:16,357         | 4            |
| 5                     | 16  | Charles Leclerc    | Ferrari                   | 1:17,388         | 1:16,714         | 1:16,588         | 5            |
| 6                     | 10  | Pierre Gasly       | Red Bull Racing-Honda     | 1:17,862         | 1:16,932         | 1:16,708         | 6            |
| 7                     | 8   | Romain Grosjean    | Haas-Ferrari              | 1:18,042         | 1:17,066         | 1:16,911         | 7            |
| 8                     | 20  | Kevin Magnussen    | Haas-Ferrari              | 1:17,669         | 1:17,272         | 1:16,922         | 8            |
| 9                     | 26  | Daniil Kveat       | Scuderia Toro Rosso-Honda | 1:17,914         | 1:17,243         | 1:17,.573        | 9            |
| 10                    | 3   | Daniel Ricciardo   | Renault                   | 1:18,385         | 1:17,299         | 1:18,106         | 13           |
| 11                    | 4   | Lando Norris       | McLaren-Renault           | 1:17,611         | 1:17,338         | N/A              | 10           |
| 12                    | 23  | Alexander Albon    | Scuderia Toro Rosso-Honda | 1:17,796         | 1:17,445         | N/A              | 11           |
| 13                    | 55  | Carlos Sainz Jr.   | McLaren-Renault           | 1:17,760         | 1:17,599         | N/A              | 12           |
| 14                    | 7   | Kimi Räikkönen     | Alfa Romeo Racing-Ferrari | 1:18,132         | 1:17,788         | N/A              | 14           |
| 15                    | 11  | Sergio Pérez       | Racing Point-BWT Mercedes | 1:18,286         | 1:17,886         | N/A              | 15           |
| 16                    | 27  | Nico Hülkenberg    | Renault                   | 1:18,404         | N/A              | N/A              | PL           |
| 17                    | 18  | Lance Stroll       | Racing Point-BWT Mercedes | 1:18,471         | N/A              | N/A              | 16           |
| 18                    | 99  | Antonio Giovinazzi | Alfa Romeo Racing-Ferrari | 1:18,664         | N/A              | N/A              | 18           |
| 19                    | 63  | George Russell     | Williams-Mercedes         | 1:19,072         | N/A              | N/A              | 19           |
| 20                    | 88  | Robert Kubica      | Williams-Mercedes         | 1:20,254         | N/A              | N/A              | 17           |
| Regula 107%: 1:22,367 |     |                    |                           |                  |                  |                  |              |
| Sursa:                |     |                    |                           |                  |                  |                  |              |

Note
- ^1 – Daniel Ricciardo a primit o penalizare de 3 locuri pe grila de start pentru că a cauzat o coliziune în cursa precedentă.[3]
- ^2 – Nico Hülkenberg a luat startul de pe linia boxelor după ce a modificat specificațiile ale aripii din față în timpul calificărilor și a schimbat parametrii frânelor. I s-a cerut să pornească de pe ultimul loc după ce a schimbat mai multe componente ale motorului.[4]
- ^3 – Antonio Giovinazzi a primit o penalizare de cinci locuri pe grila de stat pentru o modificare neprogramată a cutiei de viteze.[4]
- ^4 – George Russell a primit o penalizare de cinci locuri pe grila de stat pentru o modificare neprogramată a cutiei de viteze.[5]

## Cursa
Cursa a avut loc pe 12 mai 2019, începând cu ora locală 15:00 (UTC+2), ora 16:00 EEST, și a durat 66 de tururi.
| Poz.                                                               | Nr. | Pilot              | Constructor               | Tururi | Timp/Retras | Grilă | Puncte |
| ------------------------------------------------------------------ | --- | ------------------ | ------------------------- | ------ | ----------- | ----- | ------ |
| 1                                                                  | 44  | Lewis Hamilton     | Mercedes                  | 66     | 1:35:50,443 | 2     | 26     |
| 2                                                                  | 77  | Valtteri Bottas    | Mercedes                  | 66     | +4,074      | 1     | 18     |
| 3                                                                  | 33  | Max Verstappen     | Red Bull Racing-Honda     | 66     | +7,679      | 4     | 15     |
| 4                                                                  | 5   | Sebastian Vettel   | Ferrari                   | 66     | +9,167      | 3     | 12     |
| 5                                                                  | 16  | Charles Leclerc    | Ferrari                   | 66     | +13,361     | 5     | 10     |
| 6                                                                  | 10  | Pierre Gasly       | Red Bull Racing-Honda     | 66     | +19,576     | 6     | 8      |
| 7                                                                  | 20  | Kevin Magnussen    | Haas-Ferrari              | 66     | +28,159     | 8     | 6      |
| 8                                                                  | 55  | Carlos Sainz Jr.   | McLaren-Renault           | 66     | +32,342     | 12    | 4      |
| 9                                                                  | 26  | Daniil Kveat       | Scuderia Toro Rosso-Honda | 66     | +33,056     | 9     | 2      |
| 10                                                                 | 8   | Romain Grosjean    | Haas-Ferrari              | 66     | +34,641     | 7     | 1      |
| 11                                                                 | 23  | Alexander Albon    | Scuderia Toro Rosso-Honda | 66     | +35,455     | 11    |        |
| 12                                                                 | 27  | Daniel Ricciardo   | Renault                   | 66     | +36,758     | 13    |        |
| 13                                                                 | 27  | Nico Hülkenberg    | Renault                   | 66     | +39,241     | LB    |        |
| 14                                                                 | 7   | Kimi Räikkönen     | Alfa Romeo Racing-Ferrari | 66     | +41,803     | 14    |        |
| 15                                                                 | 11  | Sergio Pérez       | Racing Point-BWT Mercedes | 66     | +46,877     | 15    |        |
| 16                                                                 | 99  | Antonio Giovinazzi | Alfa Romeo Racing-Ferrari | 66     | +47,691     | 18    |        |
| 17                                                                 | 63  | George Russell     | Williams-Mercedes         | 65     | +1 tur      | 19    |        |
| 18                                                                 | 88  | Robert Kubica      | Williams-Mercedes         | 65     | +1 tur      | 17    |        |
| Ab                                                                 | 18  | Lance Stroll       | Racing Point-BWT Mercedes | 44     | Accident    | 16    |        |
| Ab                                                                 | 4   | Lando Norris       | McLaren-Renault           | 44     | Accident    | 10    |        |
| Cel mai rapid tur: Lewis Hamilton (Mercedes) – 1:18,492 (turul 54) |     |                    |                           |        |             |       |        |
| Sursa:                                                             |     |                    |                           |        |             |       |        |

Note
- ^1 – Include 1 punct pentru cel mai rapid tur.

## Clasamentele campionatelor după cursă
|        | Poz. | Pilot            | Puncte |
| ------ | ---- | ---------------- | ------ |
| 1      | 1    | Lewis Hamilton   | 112    |
| 1      | 2    | Valtteri Bottas  | 105    |
| 1      | 3    | Max Verstappen   | 66     |
| 1      | 4    | Sebastian Vettel | 64     |
|        | 5    | Charles Leclerc  | 57     |
| Sursa: |      |                  |        |

|        | Poz. | Constructor               | Puncte |
| ------ | ---- | ------------------------- | ------ |
|        | 1    | Mercedes                  | 217    |
|        | 2    | Ferrari                   | 121    |
|        | 3    | Red Bull Racing-Honda     | 87     |
|        | 4    | McLaren-Renault           | 22     |
|        | 5    | Racing Point-BWT Mercedes | 17     |
| Sursa: |      |                           |        |

- Notă: În ambele clasamente sunt prezentate doar primele cinci locuri.